# HD118913
HD118913 — хімічно пекулярна зоря спектрального класу A0, що має видиму зоряну величину в смузі V приблизно  7,7.
Вона  розташована на відстані близько 673,9 світлових років від Сонця.

## Пекулярний хімічний склад
Зоряна атмосфера HD118913 має підвищений вміст 
Eu
.